# Błażkowa (Neder-Silezië)
Błażkowa is een dorp in de Poolse woiwodschap Neder-Silezië. De plaats maakt deel uit van de gemeente Lubawka.